# Loxandrus extendus
Loxandrus extendus är en skalbaggsart som beskrevs av Allen. Loxandrus extendus ingår i släktet Loxandrus och familjen jordlöpare. Inga underarter finns listade i Catalogue of Life.